# Batthyány Orbán
Batthyány Orbán (Battyáni Orbán) (? – Gyulafehérvár, 1547) Izabella királyné tanácsosa.

## Élete
Batthyány Benedek budai várnagy fia; 1521 körül a padovai egyetemen tanult, jelen volt az 1526. pozsonyi országgyűlésen. Kezdetben Ferdinándhoz csatlakozott, azután pedig János királyhoz pártolt, később Gritti Alajoshoz szegődött, legvégül Izabella királynét védte fegyverével és tanácsával. 1534-ben Gritti Alajost Konstantinápolyba kísérte. A medgyesi várban Majláth István vajda foglyul ejtette. Szabadon bocsátása után később Móré László fogságába esett, öccse, Batthyány Farkas maradt kezesül. 
1541-ben Izabella udvarában tűnik fel. 1541. augusztus 25-én tagja volt a küldöttségnek, mely a kis János Zsigmondot vivő aranyos hintót Szulejmán táborába kísérte. Szeptember 5-én a királynő és fia kíséretében indult el Budáról Lippa felé Erdélybe. A következő évben I. Ferdinánd szolgálatába állt. 1543-ban már újra Izabella állandó híve. Élete végső szakaszát a királynő főtanácsosa Fráter György nagyváradi püspökkel való viszálya keserítette meg.

## Munkái
Szilády Áron a M. Költők Tára IV. kötetében, hol bővebb életrajza olvasható, két énekét közli Bornemisza Péter gyűjteménye és a bártfai énekes könyv után.